# 英斌
英斌（？年—？年），滿洲正藍旗人，道光二十四年甲辰恩科繙譯鄉試舉人，歷任盛京工部主事，分發四川候補知州，歷署崇寧縣、名山縣知縣，漢州知州。